# Progresso
Progresso là một đô thị thuộc bang Rio Grande do Sul, Brasil. Đô thị này có diện tích 255,122 km², dân số năm 2007 là 6282 người, mật độ 24,62 người/km².